# سیف علیا
سیف علیا، روستایی از توابع بخش خاوومیرآباد شهرستان مریوان در استان کردستان است.

## جمعیت
این روستا در دهستان خاوومیرآباد قرار دارد و براساس سرشماری مرکز آمار ایران در سال ۱۳۸۵، جمعیت آن ۷۶۸ نفر (۱۵۱خانوار) بوده‌است.